# 范可新
范可新（1993年9月19日—），中国短道速滑运动员，黑龙江省哈尔滨市人。2010年加入短道速滑国家队。2011年，她在世界锦标赛500米比赛以及3000米接力中各夺得一枚金牌。2012年，又在短道速滑世界杯3000米接力以及500米比赛中分别获得一枚金牌和一枚银牌。在2014年索契冬奥会短道速滑女子500米比赛中获得第5名，又在女子1000米比赛中获得银牌。
2022年北京冬奥会上，获得混合2000米接力金牌和女子3000米接力铜牌。
2022年4月8日被国务院评为北京冬奥会、冬残奥会突出贡献个人。

## 外部連結
- 范可新的新浪微博
- 范可新-国际滑冰联盟（ISU）